# مونوبولي (فلم)
مونوبولي هو فيلم قصير سعودي بث على اليوتيوب وحقق في أسبوع واحد ما يقارب المليون مشاهدة وهو عمل فردي من شباب سعودي يناقش ازمة السكان في السعودية.

## القصة
يتحدث الفيلم عن احتكار الأراضي في السعودية وسلطت مشاهد الضوء على أزمة السكن التي يعيشها المواطن في السعودية بقالب الكوميديا السوداء الذي تمتاز به قناة «كريتيف سينما» على اليوتيوب والتي أنتجت الفيلم.
ويسلط الفيلم الضوء على ظاهرة احتكار الأراضي، وكيف أنها ساهمت بشكل رئيس في ارتفاع أسعار الأراضي لأرقام غير معقولة، حتى إنه بات من المستحيل للمواطن - صاحب الدخل الأقل من 15 ألف ريال – التفكير في امتلاك أرض ناهيك عن امتلاك مسكن وظهر في الفيلم الكاتب الاقتصادي والمدون المعروف عصام الزامل الذي طالب بفرض رسوم أو «زكاة» على الأراضي المحتكرة، وأكد أنها هي الحل لإعادة أسعار الأراضي لأسعارها الافتراضية حتى تكون في متناول معظم المواطنين.

## اسرة العمل
- إخراج بدر الحمود
- سيناريو عبد المجيد الكناني
- تمثيل محمد القحطاني وفيصل الغامدي، ومحمد الموسى وخالد الرحيم وعبد الرحمن الطعيمي ونواف الغامدي
- بمشاركة الخبير الاقتصادي عصام الزامل